# Campeonato de Alemania de Fórmula 3
El Campeonato de Alemania de Fórmula 3 (en alemán: Deutsche Formel-3-Meisterschaft) es una competición de Fórmula 3 organizada por la Federación de Automovilismo de Alemania. En 2003, el campeonato se fusionó con el Campeonato de Francia de Fórmula 3 para crear la Fórmula 3 Euroseries. Los equipos que prefirieron continuar compitiendo con el formato anterior fundaron la Copa Alemana de Fórmula 3 (Deutsche Formel-3-Cup), que se disputa desde 2003.
Este campeonato ha sido vencido por pilotos de Fórmula 1 como Jarno Trulli, Nick Heidfeld y Michael Schumacher.

## Circuitos recientes
Además de usar los principales autódromos de Alemania, el certamen ha visitado en la última década el circuito callejero de Norisring, los autódromos austríacos de Salzburgring y Österreichring, y los neerlandeses de Assen y Zandvoort. En 2005 y 2006, la Fórmula 3 Alemana compitió en el óvalo de Lausitzring, donde giraron a una velocidad promedio de más de 250 km/h.
| - Avus (1974-1976, 1983-1995) - Diepholz (1977-1983, 1985, 1989-1996) - Erding (1978, 1980-1986) - Fassberg (1979) - Kassel-Calden (1974-1980, 1982) - Kaufbeuren (1983-1984) - Lahr (1997-1998) - Maguncia-Finthen (1974,1983-1984, 1988) - Neubiberg (1974) - Norisring (1985-1986, 1988, 1990-2002) - Hockenheimring (1975-1976, 1981-1982 1984-2013) - Lausitzring (2000-2013) - Nürburgring (1974-2010, 2012-2013) - Oschersleben (1998-2001, 2003-2013) - Saarlouis (1975) - Sachsenring (1997-2002, 2004-2005, 2007-2013) - Sembach (1975-1976) - Siegerland (1980-1981, 1985, 1987) - Singen (1992-1995) - Ulm-Mengen (1975-1978) - Wunstorf (1974-1979, 1981-1986, 1988-1994, 1997-1998) - Zweibrucken (1997-1999) | - Assen (2004-2012) - Salzburgring (1974, 1981-1982, 1984-1988, 1997-1999, 2006) - Österreichring (1985-1987, 1989-1990, 2001-2003) - Red Bull Ring (2011-2012) - Zandvoort (2002-2003, 2012) - Brno (1988-1989, 1992) - Most (1991) - Hungaroring (1988) - Magny-Cours (1995-1996) - Zolder (1977-1979, 1981-1988, 1990-1994, 2000, 2011) - Spa-Francorchamps (2011-2013) |

## Campeones
| Año         | Piloto                 | Escudería                      | Chasis-Motor                                  | Clase B              |
| ----------- | ---------------------- | ------------------------------ | --------------------------------------------- | -------------------- |
| 1950        | Toni Kreuzer           | Toni Kreuzer                   | Cooper T11 - JAP                              |                      |
| 1951        | Walter Komossa         | Walter Komossa                 | Scampolo 502/9 - BMW                          |                      |
| 1952        | Hellmut Deutz          | Hellmut Deutz                  | Scampolo 501/4 - DKW Scampolo 502/10 - Norton |                      |
| 1953        | Adolf Lang             | Adolf Lang                     | Cooper T15 - JAP                              |                      |
| 1954 - 1970 | No se disputó          | No se disputó                  | No se disputó                                 |                      |
| 1971        | Manfred Mohr           | Manfred Mohr                   | Lotus 69 - Ford                               |                      |
| 1972        | Willi Sommer           | Reifag Racing Team             | March 723 - Ford                              |                      |
| 1973        | Willi Deutsch          | Willi Deutsch                  | March 733 - Ford                              |                      |
| 1974        | Giorgio Francia        | Scuderia Mirabella Millemiglia | March 743 - Toyota                            |                      |
| 1975        | Ernst Maring           | Maring Motorsport              | Maco 375 - Toyota                             |                      |
| 1976        | Bertram Schäfer        | Bertrand Schäfer Racing        | Ralt RT 1 - BMW                               |                      |
| 1977        | Peter Scharmann        | Team Obermoser Jörg            | Toj-F302 - Toyota                             |                      |
| 1978        | Bertram Schäfer        | Bertrand Schäfer Racing        | Ralt RT 1 - BMW, Toyota                       |                      |
| 1979        | Michael Korten         | Korten Motorsport              | March 793 - Toyota                            |                      |
| 1980        | Frank Jelinski         | Bertrand Schäfer Racing        | Ralt RT 3 - Toyota                            |                      |
| 1981        | Frank Jelinski         | Bertrand Schäfer Racing        | Ralt RT 3 - Toyota                            |                      |
| 1982        | John Nielsen           | Volkswagen Motorsport          | Ralt RT 3 - Volkswagen                        |                      |
| 1983        | Franz Konrad           | Konrad Racing                  | Anson SA4 - Toyota                            |                      |
| 1984        | Kurt Thiim             | Bongers Motorsport             | Ralt RT 3 - Alfa Romeo                        |                      |
| 1985        | Volker Weidler         | J. Kaufmann Racing             | Martini MK 45 - Volkswagen                    |                      |
| 1986        | Kris Nissen            | Bertrand Schäfer Racing        | Ralt RT30 - Volkswagen                        |                      |
| 1987        | Bernd Schneider        | Schübel Rennsport Int.         | Dallara 387 - Volkswagen                      |                      |
| 1988        | Joachim Winkelhock     | WTS Racing                     | Reynard 883 - Volkswagen                      | Daniel Müller        |
| 1989        | Karl Wendlinger        | RSM Marko                      | Ralt RT 33 - Alfa Romeo                       | Franz Engstler       |
| 1990        | Michael Schumacher     | WTS Racing                     | Reynard 903 - Volkswagen                      | Franz Binder         |
| 1991        | Tom Kristensen         | Bertrand Schäfer Racing        | Ralt RT 35 - Volkswagen                       | Mathias Arlt         |
| 1992        | Pedro Lamy             | WTS Racing                     | Reynard 923 - Opel                            | Christian Abt        |
| 1993        | Jos Verstappen         | WTS Racing                     | Dallara 393 - Opel                            | Patrick Bernhardt    |
| 1994        | Jörg Müller            | RSM Marko                      | Dallara 394 - Fiat                            | Arnd Meier           |
| 1995        | Norberto Fontana       | KMS Motorsport                 | Dallara 395 - Opel                            | Jakob Sund           |
| 1996        | Jarno Trulli           | Opel Team KMS Benetton         | Dallara 396 - Opel                            | Johan Stureson       |
| 1997        | Nick Heidfeld          | Team Opel BSR                  | Dallara 397 - Opel                            | Jaroslav Kostelecký  |
| 1998        | Bas Leinders           | Van Amersfoort Racing          | Dallara 398 - Opel                            |                      |
| 1999        | Christijan Albers      | Opel Team BSR                  | Dallara 399 - Opel                            |                      |
| 2000        | Giorgio Pantano        | Opel Team KMS                  | Dallara F3/00 - Opel                          |                      |
| 2001        | Toshihiro Kaneishi     | Opel Team BSR                  | Dallara F3/01 - Opel                          |                      |
| 2002        | Gary Paffett           | Team Rosberg                   | Dallara F3/02 - Opel                          |                      |
| 2003        | João Paulo de Oliveira | JB Motorsport                  | Dallara F302 - Opel-Spiess                    |                      |
| 2004        | Bastian Kolmsee        | HS Technik                     | Dallara F302 - Opel-Spiess                    |                      |
| 2005        | Peter Elkmann          | Jo Zeller Racing               | Dallara F304 - Opel-Spiess                    | Kevin Fank           |
| 2006        | Ho-Pin Tung            | JB Motorsport                  | Lola B06-30 - Opel                            | Harald Schlegelmilch |
| 2007        | Carlo van Dam          | Van Amersfoort Racing          | Dallara F306 - OPC                            | Michael Klein        |
| 2008        | Frédéric Vervisch      | Swiss Racing Team              | Dallara F307 - OPC                            | Marco Oberhauser     |
| 2009        | Laurens Vanthoor       | Van Amersfoort Racing          | Dallara F307 - Volkswagen                     | Sergey Chukanov      |
| 2010        | Tom Dillmann           | HS Technik                     | Dallara F305 - Volkswagen                     | Riccardo Brutschin   |
| 2011        | Richie Stanaway        | van Amersfoort Racing          | Dallara F306 - Volkswagen                     | Maxim Travin         |
| 2012        | Jimmy Eriksson         | Lotus                          | Dallara F308 - Volkswagen                     | André Rudersdorf     |
| 2013        | Marvin Kirchhöfer      | Lotus                          | Dallara F311 - Volkswagen                     | Sebastian Balthasar  |
| 2014        | Markus Pommer          | Lotus                          | Dallara F311 - Volkswagen                     |                      |
| Año         | Piloto                 | Escudería                      | Chasis-Motor                                  | Clase B              |